# Itacorubi
O Itacorubi (do tupi-guarani, "rio das pedras esparsas") é um bairro da cidade brasileira de Florianópolis, capital do Estado de Santa Catarina. Está situado aproximadamente na região central da porção insular do município, entre os bairros Santa Mônica, Córrego Grande, Pantanal  , e do bairro  Trindade, onde se encontra a UFSC. Esses bairros estão situados na chamada Bacia do Itacorubi.
No bairro Itacorubi estão localizados:
- Central de Comunicações de Telefonia da operadora Oi.
- O campus principal da Universidade do Estado de Santa Catarina - UDESC: abriga o CEART (Centro de Artes) a ESAG (Escola Superior de Administração e Gerência), EAD (Educação a Distancia) e a FAED (Faculdade de Educação);
- O segundo campus da Universidade Federal de Santa Catarina: abriga o CCA (Centro de Ciências Agrárias);
- Manguezal do Itacorubi: É considerado o maior mangue urbano do mundo, provavelmente o manguezal mais atingido pela influência do homem na ilha de Santa Catarina, onde se situa parte da cidade de Florianópolis. Sofreu seguidas agressões para dar espaço ao antigo aterro sanitário da cidade (hoje desativado), à Avenida Beira Mar Norte e Avenida da Saudade, e sofre até hoje com a emissão de esgoto sem tratamento;
- Sede da EPAGRI (Empresa de Pesquisa e Extensão Rural de Santa Catarina);
- Sede do CREA-SC (Conselho Regional de Engenharia, Arquitetura e Agronomia de Santa Catarina);
- Sede da CELESC (Centrais Elétricas de Santa Catarina S.A.);
- Sede da FIESC (Federação das Indústrias do Estado de Santa Catarina);
- Sede do SENAI/SC (Serviço Nacional de Aprendizagem Industrial do Estado de Santa Catarina);
- Sede do CIASC (Centro de Informática e Automação do Estado de Santa Catarina);
- Cemitério São Francisco de Assis (mais conhecido como Cemitério do Itacorubi), o maior de Florianópolis;
- Complexo oncológico CEPON.